# Pocsiella hydrogonioides
Pocsiella hydrogonioides är en bladmossart som beskrevs av Maurice Bizot 1980. Pocsiella hydrogonioides ingår i släktet Pocsiella och familjen Dicranaceae. Inga underarter finns listade i Catalogue of Life.